# Lázár Gyula (labdarúgó)
Lázár Gyula, beceneve: Tanár úr (Füzesgyarmat, 1911. január 24. – Budapest, 1983. február 27.) világbajnoki ezüstérmes magyar labdarúgó. Tagja a Ferencváros 1931-1932-es idényben 100 százalékos eredménnyel bajnokságot nyert csapatának. Becenevét a szurkolóktól kapta: kiválóan kezelte a labdát, pontosan passzolt és csúszós talajon sem volt párja a pályán. Mindig szerény volt és játékostársai is egyöntetűen elismerték játéktudását.

## Pályafutása

### Ferencváros
1930-ban mutatkozott be az Üllői úton, egy Wiener AC elleni 1-0-s győzelmet hozó találkozón. Többször hívták külföldre játszani, de végig hű maradt a Ferencvároshoz, ahol összesen 511 (!) mérkőzésen szerepelt (273 bajnoki, 199 nemzetközi, 39 hazai díjmérkőzés) és 39 gólt szerzett (12 bajnoki, 27 egyéb). Ötszörös magyar bajnok, négyszeres magyar kupa-győztes, egyszeres KK győztes. Az FTC-ben utoljára 1943. november 14-én lépett pályára az Újpest ellen (1-2) a Megyeri úton.

### Válogatottban
1931 és 1941 között 49 alkalommal szerepelt a válogatottban és 1 gólt szerzett. 1931-ben a Svájc elleni 6-2-es győzelemmel végződött mérkőzésen mutatkozott be a nemzeti tizenegyben. Lázár kiváló játékot produkált és a meccs végén a játékosokat a szurkolók a vállukon vitték le a pályáról. Játszott az 1934-es olaszországi és az 1938-as franciaországi világbajnokságon. Itt az ezüstérmet szerzett csapat tagja.
1937. június 20-án tagja a Közép-Európa válogatottnak, mely 3-1-re legyőzte a Nyugat-Európa válogatottat.
| „                     | Lázár nagysága abban tornyosul fel a magyar futball egén, hogy benne mintha sűrítve jelentkezne, amit elődei tudtak, tettek és a pályán véghezvittek. Művésze a labdának a szó egész értelmében, de művésze a játéknak is olyan egyéniséggel, amely bele tud olvadni az egészbe, az együttesbe, hogy annak minden mozdulatával hasznára váljon. | ” |
| – Nemzeti Sport, 1931 | |   |

### Edzőként
1958 és 1959 között az egyiptomi válogatottnál volt szövetségi edző. 1960 augusztusában a Bp. Előre edzőjének nevezték ki. A hatvanas években a görög Panathinaikósznál dolgozott, mint edző.

## Sikerei, díjai

### Játékosként
- világbajnoki 2.: 1938 - Franciaország
- Közép-európai kupa-győztes: 1937
- Magyar bajnok: 1931-1932, 1933-1934, 1937-1938, 1939-1940, 1940-1941
- Magyar kupagyőztes: 1933, 1935, 1942, 1943
- Az év labdarúgója: 1933
- az FTC örökös bajnoka: 1974

## Statisztika

### Mérkőzései a válogatottban
| Magyarország | Magyarország         | Magyarország                       | Magyarország  | Magyarország | Magyarország  | Magyarország    | Magyarország | Magyarország |
| #            | Dátum                | Helyszín                           | Hazai         | Eredmény     | Vendég        | Kiírás          | Gólok        | Esemény      |
| ------------ | -------------------- | ---------------------------------- | ------------- | ------------ | ------------- | --------------- | ------------ | ------------ |
| 1.           | 1931. április 12.    | Budapest, Hungária körúti pálya    | Magyarország  | 6 – 2        | Svájc         | Európa-kupa     | -            |              |
| 2.           | 1931. szeptember 20. | Budapest, Üllői úti pálya          | Magyarország  | 3 – 0        | Csehszlovákia | barátságos      | -            |              |
| 3.           | 1931. október 4.     | Budapest, Hungária körúti pálya    | Magyarország  | 2 – 2        | Ausztria      | Európa-kupa     | -            |              |
| 4.           | 1931. november 8.    | Budapest, Üllői úti pálya          | Magyarország  | 3 – 1        | Svédország    | barátságos      | -            |              |
| 5.           | 1931. december 13.   | Torino, Campo Torino               | Olaszország   | 3 – 2        | Magyarország  | Európa-kupa     | -            |              |
| 6.           | 1932. február 19.    | Kairó                              | Egyiptom      | 0 – 0        | Magyarország  | barátságos      | -            |              |
| 7.           | 1932. március 20.    | Prága, Sparta-pálya                | Csehszlovákia | 1 – 3        | Magyarország  | barátságos      | -            |              |
| 8.           | 1932. április 24.    | Bécs, Hohe Warte                   | Ausztria      | 8 – 2        | Magyarország  | barátságos      | -            |              |
| 9.           | 1932. május 8.       | Budapest, Hungária körúti pálya    | Magyarország  | 1 – 1        | Olaszország   | Európa-kupa     | -            |              |
| 10.          | 1932. június 19.     | Bern                               | Svájc         | 3 – 1        | Magyarország  | Európa-kupa     | -            |              |
| 11.          | 1932. szeptember 18. | Budapest, Üllői úti pálya          | Magyarország  | 2 – 1        | Csehszlovákia | Európa-kupa     | -            |              |
| 12.          | 1932. október 2.     | Budapest, Üllői úti pálya          | Magyarország  | 2 – 3        | Ausztria      | barátságos      | -            |              |
| 13.          | 1932. október 30.    | Budapest, Hungária körúti pálya    | Magyarország  | 2 – 1        | Németország   | barátságos      | -            |              |
| 14.          | 1933. március 5.     | Amszterdam                         | Hollandia     | 1 – 2        | Magyarország  | barátságos      | -            |              |
| 15.          | 1933. március 19.    | Budapest, Hungária körúti pálya    | Magyarország  | 2 – 0        | Csehszlovákia | barátságos      | -            |              |
| 16.          | 1933. április 30.    | Budapest, Üllői úti pálya          | Magyarország  | 1 – 1        | Ausztria      | barátságos      | -            |              |
| 17.          | 1933. szeptember 17. | Budapest, Hungária körúti pálya    | Magyarország  | 3 – 0        | Svájc         | Európa-kupa     | -            |              |
| 18.          | 1934. április 29.    | Prága                              | Csehszlovákia | 2 – 2        | Magyarország  | Európa-kupa     | -            |              |
| 19.          | 1934. május 10.      | Budapest, Üllői úti pálya          | Magyarország  | 2 – 1        | Anglia        | barátságos      | -            |              |
| 20.          | 1934. május 27.      | Nápoly (ITA)                       | Magyarország  | 4 – 2        | Egyiptom      | vb-nyolcaddöntő | -            |              |
| 21.          | 1934. október 7.     | Budapest, Hungária körúti pálya    | Magyarország  | 3 – 1        | Ausztria      | barátságos      | -            |              |
| 22.          | 1934. december 9.    | Milánó, San Siro Stadion           | Olaszország   | 4 – 2        | Magyarország  | barátságos      | -            |              |
| 23.          | 1935. április 14.    | Zürich                             | Svájc         | 6 – 2        | Magyarország  | Európa-kupa     | -            |              |
| 24.          | 1935. május 12.      | Budapest, Üllői úti pálya          | Magyarország  | 6 – 3        | Ausztria      | barátságos      | -            |              |
| 25.          | 1935. május 19.      | Párizs                             | Franciaország | 2 – 0        | Magyarország  | barátságos      | -            |              |
| 26.          | 1936. április 5.     | Bécs, Hohe Warte                   | Ausztria      | 3 – 5        | Magyarország  | barátságos      | -            |              |
| 27.          | 1936. szeptember 27. | Budapest, Üllői úti pálya          | Magyarország  | 5 – 3        | Ausztria      | Európa-kupa     | -            |              |
| 28.          | 1936. október 4.     | Bukarest                           | Románia       | 1 – 2        | Magyarország  | barátságos      | 1            | 65'          |
| 29.          | 1936. október 18.    | Prága, Sparta-pálya                | Csehszlovákia | 5 – 2        | Magyarország  | Európa-kupa     | -            |              |
| 30.          | 1936. december 2.    | London                             | Anglia        | 6 – 2        | Magyarország  | barátságos      | -            |              |
| 31.          | 1937. május 9.       | Budapest, Hungária körúti pálya    | Magyarország  | 1 – 1        | Jugoszlávia   | barátságos      | -            |              |
| 32.          | 1937. május 23.      | Budapest, Üllői úti pálya          | Magyarország  | 2 – 2        | Ausztria      | barátságos      | -            |              |
| 33.          | 1937. november 14.   | Budapest, Üllői úti pálya          | Magyarország  | 2 – 0        | Svájc         | Európa-kupa     | -            |              |
| 34.          | 1938. március 25.    | Budapest, Hungária körúti pálya    | Magyarország  | 11 – 1       | Görögország   | vb-selejtező    | -            |              |
| 35.          | 1938. június 5.      | Reims (FRA)                        | Magyarország  | 6 – 0        | Holland India | vb-nyolcaddöntő | -            |              |
| 36.          | 1938. június 12.     | Lille, Stade Victor Boucquey (FRA) | Svájc         | 0 – 2        | Magyarország  | vb-negyeddöntő  | -            |              |
| 37.          | 1938. június 16.     | Párizs, Parc des Princes (FRA)     | Magyarország  | 5 – 1        | Svédország    | vb-elődöntő     | -            |              |
| 38.          | 1938. június 19.     | Párizs, Olimpia stadion (FRA)      | Magyarország  | 2 – 4        | Olaszország   | vb-döntő        | -            |              |
| 39.          | 1939. február 26.    | Rotterdam, Feijenoord Stadion      | Hollandia     | 3 – 2        | Magyarország  | barátságos      | -            |              |
| 40.          | 1939. március 16.    | Párizs, Parc des Princes           | Franciaország | 2 – 2        | Magyarország  | barátságos      | -            |              |
| 41.          | 1939. március 19.    | Cork                               | Írország      | 2 – 2        | Magyarország  | barátságos      | -            |              |
| 42.          | 1939. április 2.     | Zürich, Hardturm-stadion           | Svájc         | 3 – 1        | Magyarország  | barátságos      | -            |              |
| 43.          | 1939. június 8.      | Budapest, Üllői úti pálya          | Magyarország  | 1 – 3        | Olaszország   | barátságos      | -            |              |
| 44.          | 1940. szeptember 29. | Budapest, Üllői úti pálya          | Magyarország  | 0 – 0        | Jugoszlávia   | barátságos      | -            |              |
| 45.          | 1940. október 6.     | Budapest, Üllői úti pálya          | Magyarország  | 2 – 2        | Németország   | barátságos      | -            |              |
| 46.          | 1940. december 1.    | Genova, Luigi Ferraris Stadion     | Olaszország   | 1 – 1        | Magyarország  | barátságos      | -            |              |
| 47.          | 1940. december 8.    | Zágráb, Građanski-stadion          | Horvátország  | 1 – 1        | Magyarország  | barátságos      | -            |              |
| 48.          | 1941. március 23.    | Belgrád, BSK-pálya                 | Jugoszlávia   | 1 – 1        | Magyarország  | barátságos      | -            |              |
| 49.          | 1941. április 6.     | Köln                               | Németország   | 7 – 0        | Magyarország  | barátságos      | -            |              |
|              | Összesen             |                                    |               | 49           | mérkőzés      |                 | 1            | gól          |